# Marchas de los Claves Blancos en Bogotá de 1983
Las marchas de los Claveles Blancos en Bogotá, fueron unas movilizaciones sociales para denunciar la desaparición forzada en Colombia.

## Historia
El 4 de febrero de 1983, por primera vez se exhiben fotografías de personas desaparecidas en Colombia, en una marcha hacia la Plaza de Bolívar, varias de estas personas fueron desaparecidas bajo el Estatuto de Seguridad, vigente durante el gobierno de Julio Cesar Turbay (1978-1982) y continuaron en los gobiernos posteriores, estas marchas tomaron como ejemplo a las Madres de la Plaza de Mayo. Entre ellos estaban los familiares de los 13 jóvenes estudiantes de la Universidad Nacional de Colombia y de la Universidad Distrital, por el F2 de la Policía Nacional durante 1982. Las marchas fueron durante el gobierno de Belisario Betancur (1982-1986), y se realizaban todos los jueves, hasta que por amenazas de la Fuerza Pública no se siguieron realizando. Uno de los líderes de las marchas Leonardo Gómez, fue desaparecido el 14 de noviembre de 1983. Cuatro días después lo encontraron con señales de tortura y un tiro de gracia.

## Consecuencias
A partir de estas marchas nace la Asociación de Familiares de Desaparecidos-Detenidos (Asfaddes), que participaría en la Organización de Naciones Unidas en 1988, lograría que en el artículo 12 de la Constitución de Colombia fueran prohibida la desaparición forzada y en 2000 fuera tipificada como delito, sin embargo también enfrentaría amenazas y desaparición de sus miembros.